# Johannes Pfefferkorn
Johannes Pfefferkorn (Norimberga, 1469 – Colonia, 22 ottobre 1521) è stato uno scrittore tedesco, ebreo di nascita.

## Biografia
Ebreo convertito al Cattolicesimo, si trasformò in un accanito antigiudaico teologico riuscendo ad ottenere il consenso dei domenicani di Colonia, e nel 1509 l'imperatore Massimiliano I d'Asburgo acconsentì alla distruzione dei libri sacri ebraici.
Questo atto suscitò l'indignazione degli umanisti, guidati dal filosofo, teologo e umanista Johannes Reuchlin, che però riuscì ad ottenere solamente la sua scomunica.
Il grande dibattito che si diffuse, raggiunse il suo apice con la pubblicazione delle Lettere di uomini oscuri (Epitolae obscurorum virorum, 1517), che fu redatta da importanti umanisti contemporanei, quali Crotus Rubeanus e Ulrich von Hurren; il contenuto era incentrato sulla critica delle idee del Pfefferkorn.
Questi testi ebbero come conseguenza la nascita delle proteste culminate con la Riforma luterana.
Le altre opere di Pfefferkorn, sia in lingua latina sia in lingua tedesca evidenziarono elementi di intolleranza e caratteri medievali, così distanti dalle idee tolleranti dell'Umanesimo.
Si possono segnalare i libri intitolati Specchio degli ebrei (1507); Confessione degli ebrei (1508); Nemico degli ebrei (1509); Specchio a mano (1511).

## Opere
- Specchio degli ebrei (1507);
- Confessione degli ebrei (1508);
- Nemico degli ebrei (1509);
- Specchio a mano (1511).